# Emily Stellato
Emily Stellato (Sezze, 31 maggio 1982) è un'ex tennista italiana.

## Biografia
In singolare ha vinto 2 titoli ITF. Ha raggiunto il suo miglior best ranking nel 2004 (364ª posizione).
In doppio è riuscita a vincere il torneo di Palermo nel 2004 insieme ad Adriana Serra Zanetti. La sua partner abituale è stata però Alice Canepa, con la quale si è aggiudicata 7 titoli ITF. Nel 2004 si è issata alla posizione numero 162 del ranking mondiale.
Dopo aver dato l'addio al tennis si è dedicata al padel, con risultati importanti, diventando anche campionessa italiana. 